# Luigi Barbarito
Luigi Barbarito (ur. 19 kwietnia 1922 w Atripalda, zm. 12 marca 2017 w Pietradefusi) – włoski duchowny katolicki, arcybiskup, nuncjusz apostolski.

## Życiorys
20 sierpnia 1944 otrzymał święcenia kapłańskie i został inkardynowany do diecezji Avellino. W 1951 rozpoczął przygotowanie do służby dyplomatycznej na Papieskiej Akademii Kościelnej. 
11 czerwca 1969 został mianowany przez Pawła VI nuncjuszem apostolskim na Haiti oraz biskupem tytularnym Fiorentino. Sakry biskupiej udzielił mu 10 sierpnia 1969 kardynał Amleto Giovanni Cicognani. 
5 kwietnia 1975 został przeniesiony do nuncjatury w Senegalu, będąc jednocześnie akredytowanym w innych krajach Afryki Zachodniej.
10 czerwca 1978 został nuncjuszem w Australii.
13 kwietnia 1993 został nuncjuszem apostolskim w Wielkiej Brytanii, pełnił tę funkcję do przejścia na emeryturę w lipcu 1997.
Zmarł 12 marca 2017.